# 黎光賁
黎光賁（越南语：／，1504年—1566年8月6日），字純夫，號晦齋，越南莫朝官員。

## 家世
黎光賁是海陽處上洪府唐安縣慕澤社（今海陽省平江縣新鴻社慕澤村）人，祖籍清華處河中府淳祐縣老竦社（今屬清化省厚祿縣），父親黎鼐是後黎朝狀元，官至戶部右侍郎。

## 早年經歷
黎光賁生於泰貞元年（1504年）三月。年少好學，有“神童”美名。統元五年（1526年），黎光賁考中二甲進士，初授翰林院校理庶司訓。次年（1527年），權臣莫登庸稱帝，建立莫朝。黎光賁在莫朝歷任山西道憲察使，入吏科都給事中，又升宣光道承司參政御史臺僉都御史、兵吏二部右侍郎，又升京北道承宣司承宣使、户部左侍郎，封端慎子。

## 扣留南寧
景曆元年（1548年），莫朝以黎光賁為正使，出使明朝朝貢。使團行至廣西南寧，被地方官扣留。當時莫憲宗莫福海去世不久，莫宣宗莫福源新立，莫朝內部發生叛亂，范子儀在御天縣擁立弘王莫正中為帝，並向明朝地方官聲稱，莫福源已死，升龍城內的莫福源為阮敬使人冒充。明朝一時間不能斷定孰是孰非。
中國史籍稱，使團到達南寧後，明朝以莫宏瀷（即莫福源）名分未定，因此下令扣留使團，待查明身份後，再行朝貢。明嘉靖三十年（1551年），明廷查實莫宏瀷身份，授予安南都統使一職，令其到鎮南關領取部牒。但當時內亂未平，南方後黎朝鄭檢又率軍來攻，莫福源未能親往鎮南關。是以未正名分，使者依然不能進京。直到嘉靖四十二年（1563年），黎光賁等人才被允許到北京朝貢。次年（1564年），黎光賁一行人抵達北京，嘉靖帝為嘉獎莫朝的恭順，特對使團賜宴，與朝鮮、琉球享受同一待遇。而越南文人筆記《公餘捷記》記載，使團中有宦官隨行，保管貢物。宦官私下用假金銀換走貢品中的金銀財物。到南寧後，地方官驗看貢品，發現全是假貨，因此上奏嘉靖帝，嘉靖帝大怒，下令扣留貢使。
黎光賁使團被扣十八年，同來的使臣大部分都在南寧當地去世。莫朝為了褒揚黎光賁的功績，在黎光賁滯留明朝期間，遙授吏部尚書，封蘇川侯。嘉靖四十五年（1566年）正月，黎光賁等人回到莫朝，仍任吏部尚書。同年七月二十一日（1566年8月6日）去世，莫朝追贈為少保蘇郡公，諡忠慎。

## 評價
黎光賁等人年輕時出使明朝，回國時已經滿頭白髮。越南史籍將黎光賁與漢朝蘇武相比，認為二者事跡相似。部分資料指出，明朝人也認為，黎光賁在華十八年，能敬守主命，事跡與蘇武皓首而歸相似。

## 詩作
黎光賁在華期間著有詩集《思鄉韻錄》。

## 子女
黎光賁有一女黎氏四端，嫁慕澤武氏。後過繼侄子黎光贊為子。

### 引用
1. ↑  《鼎鍥大越歷朝登科錄》
2. ↑  《明實錄·世宗肅皇帝實錄》卷521
3. ↑  張廷玉 等《明史·安南傳》
4. 1 2  黎貴惇《大越通史》逆臣傳·莫茂洽傳
5. 1 2  武方瑅《公餘捷記·黎景詢記》
6. ↑  杜汪《蘇郡公神道碑銘》
7. ↑  《天南历朝登科备考》
8. ↑  嚴從簡《殊域周咨錄》卷六，安南